# Paljassaare
Paljassaare is een subdistrict of wijk (Estisch: asum) binnen het stadsdistrict Põhja-Tallinn in Tallinn, de hoofdstad van Estland. De wijk grenst aan de Baai van Tallinn en de wijken Karjamaa, Sitsi, Pelguranna en Kopli. De naam betekent ‘kaal eiland’.
De wijk is een schiereiland dat uitloopt in twee landtongen. Het schiereiland heet in het Estisch Paljassaare poolsaar. De westelijke landtong heet Suur-Paljassaare (‘Groot Paljassaare’), de oostelijke Väike-Paljassaare (‘Klein Paljassaare’). Het water tussen Paljassaare en het andere schiereiland Kopli heet Paljassaare laht (‘Baai van Paljassaare’), het water tussen de beide landtongen heet Saartevahe haak (‘Haak tussen de eilanden’) en het water ten oosten van Paljassaare heet Tallinna reid (‘Rede van Tallinn’).
De wijk had 604 inwoners op 1 januari 2020.

## Geschiedenis

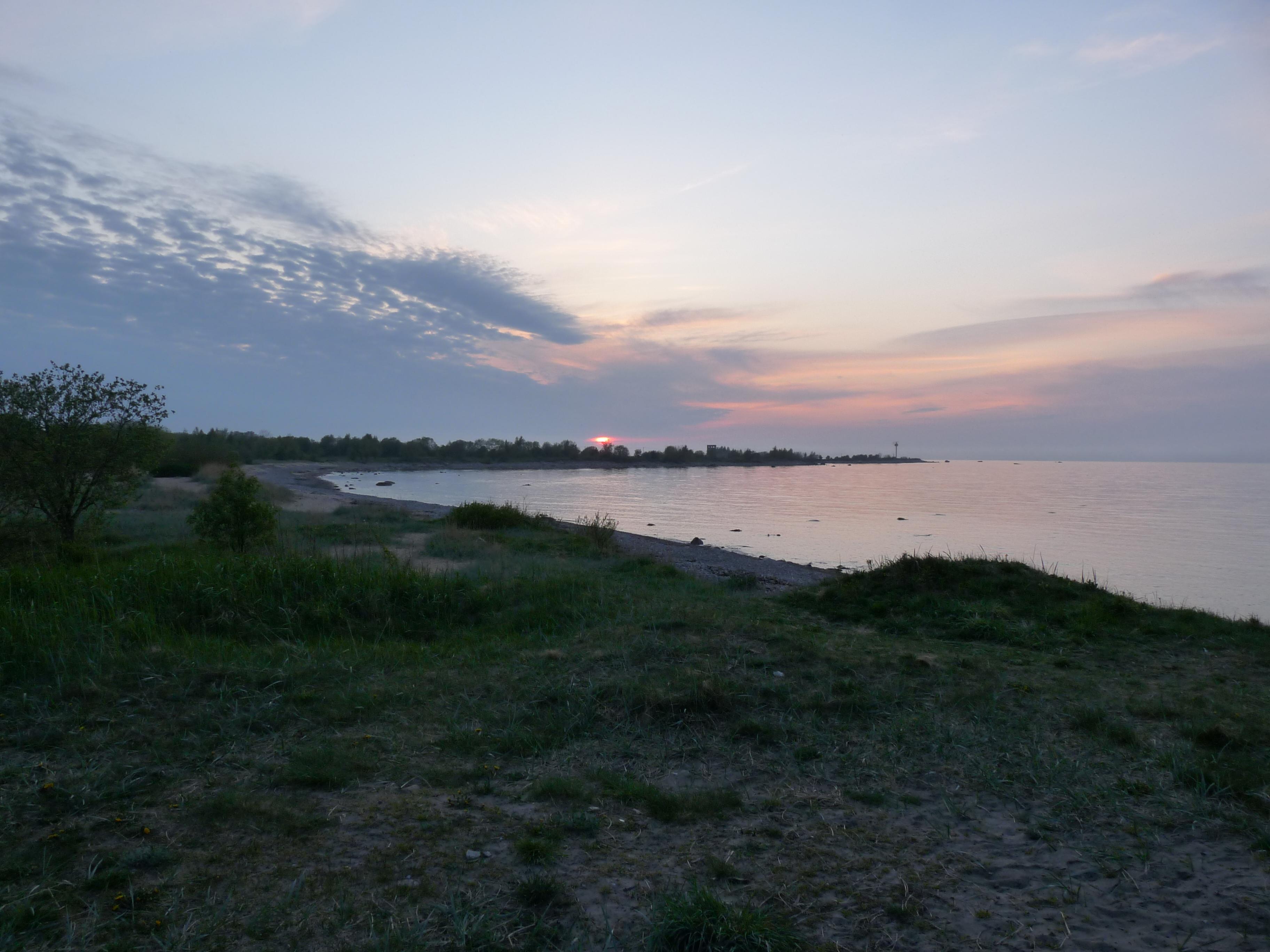
Strand aan de oostkant van Paljassaare

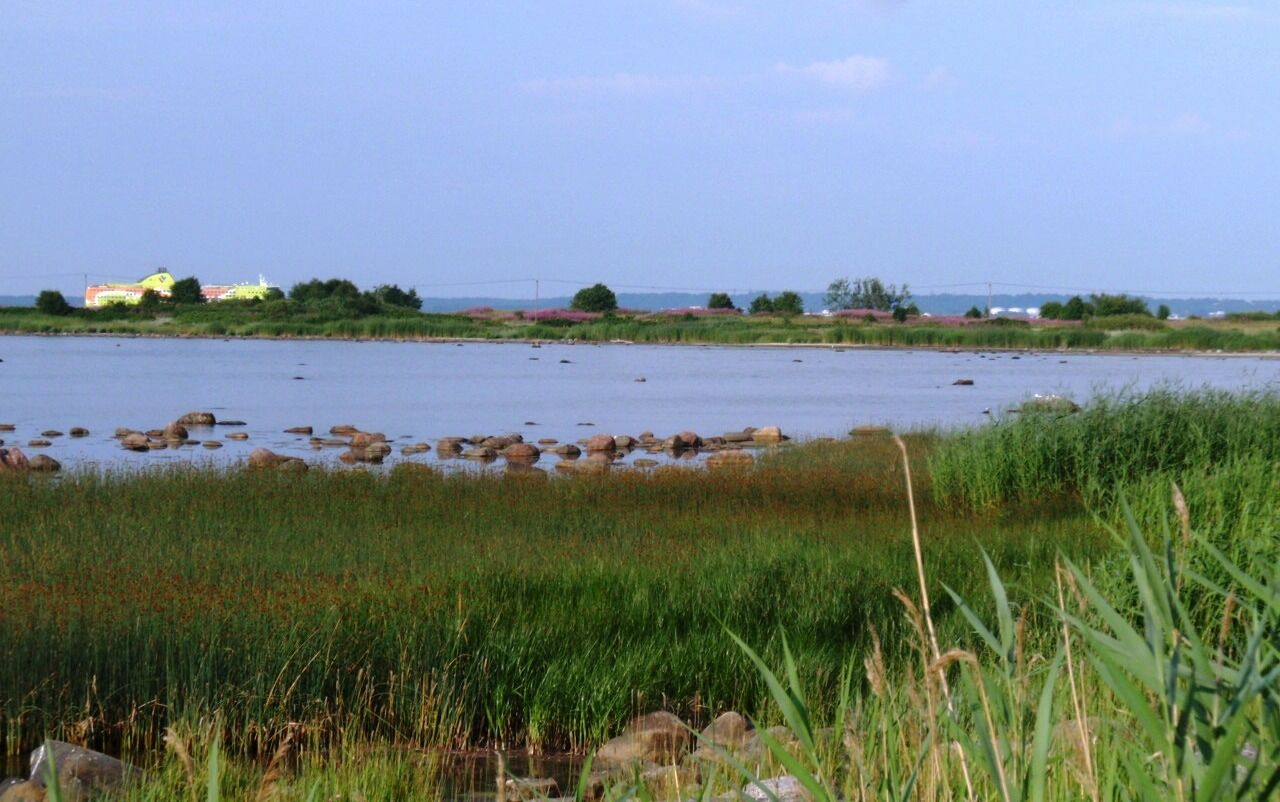
De Saartevahe haak

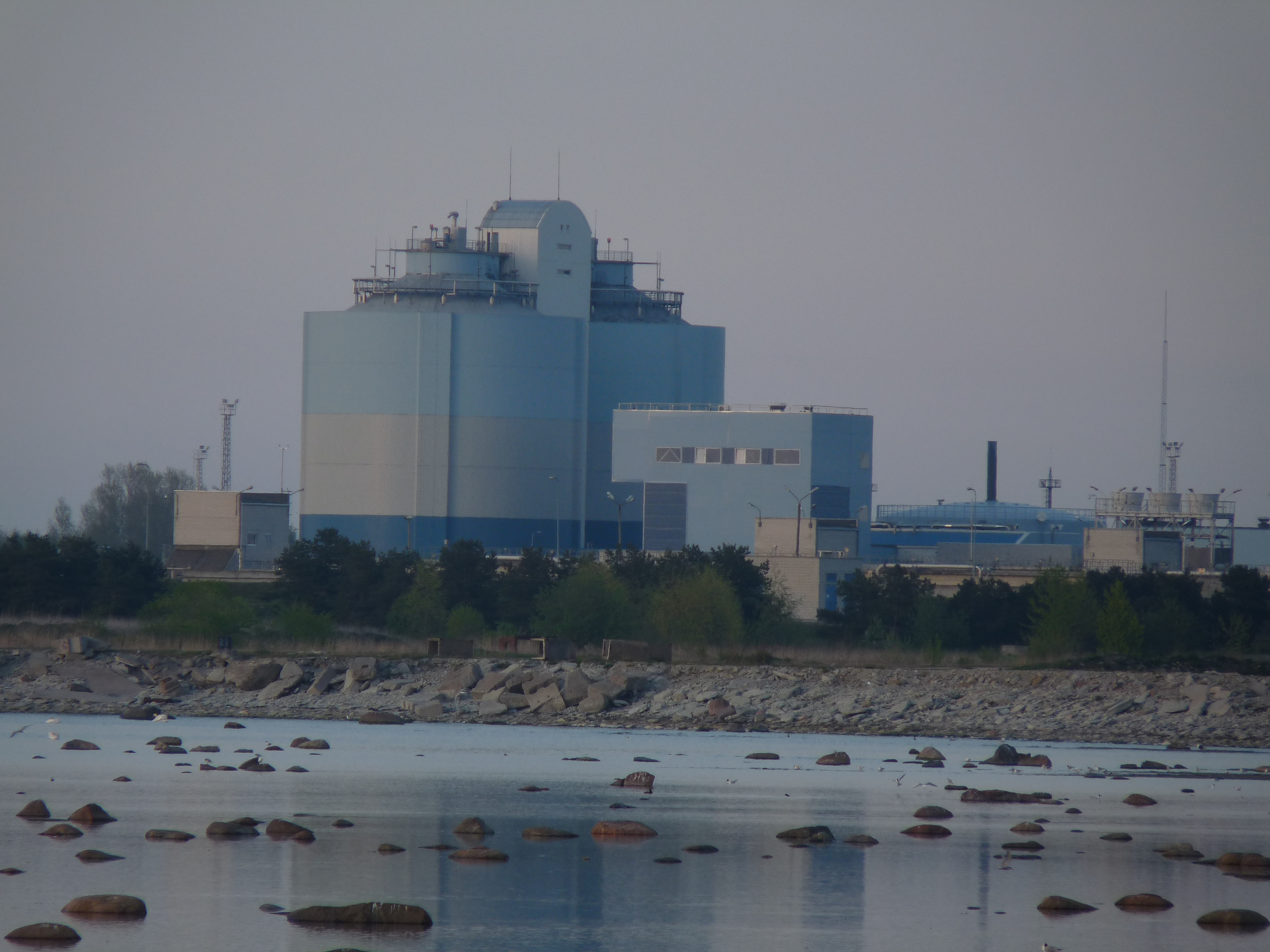
De rioolwaterzuiveringsinstallatie

Paljassaare bestond tot in het begin van de 19e eeuw uit twee eilanden, Suur-Karli en Väike-Karli. Door de daling van de Oostzee in die eeuw groeiden de eilanden langzaam aan elkaar. In de jaren 1912-1917 is de natuur een handje geholpen doordat de toenmalige autoriteiten een marinehaven aanlegden. Het zand en slib dat daarvoor moest worden weggegraven, werd gebruikt om de zeegaten tussen de eilanden en het vasteland definitief te dichten.
Naast de haven werd in 1912 ook begonnen met de bouw van een Russisch marinebolwerk. Het bolwerk was door een eigen spoorlijn met het spoorwegnet verbonden. Vele jaren was Paljassaare wegens de strategische ligging aan de ingang van de Baai van Tallinn militair terrein en verboden voor onbevoegden. Ook in de tijd van de Republiek Estland (1918-1940) was Paljassaare militair terrein. Wel vestigden zich half illegaal mensen in het zuidelijke deel, die vaak werkten bij fabrieken in Kopli en Sitsi. De wegen in Paljassaare waren zo slecht dat ze doorgaans per boot heen en weer reisden.
Na de Tweede Wereldoorlog kreeg Paljassaare een kleine woonwijk, een vissershaven (Paljassaare sadam) en een rioolwaterzuiveringsinstallatie. Na 1990 verdwenen de militairen uit de wijk, al zijn er nog steeds restanten van vestingwerken te vinden. De Estische marine is nu geconcentreerd in de haven Miinisadam in de buurwijk Karjamaa.

## Paljassaare nu
Het zuidelijk deel van Paljassaare is nu een industrie- en havengebied. Paljassaare sadam is een haven voor vrachtschepen geworden. De haven kan ongeveer drie miljoen ton per jaar aan vracht verwerken en is daarmee kleiner dan Vanasadam, de oude haven bij de binnenstad, en zeker dan Muuga, de grootste haven in de regio. De schepen komen de haven van Paljassaare binnen door een kanaal met een lengte van 800 m en een breedte van tussen 90 en 150 m. Daarmee is de haven een van de best beschutte havens van Estland. Ze is door een goederenspoorlijn met het Estische spoorwegnet verbonden.
In het industriegebied staat een grote visverwerkingsfabriek. De prestaties van de rioolwaterzuiveringsinstallatie zijn in de eerste jaren van de 21e eeuw sterk verbeterd. In 2006 werd Tallinn geschrapt van de probleemlijst van de HELCOM (‘Helsinki Commission’), de organisatie van Oostzeelanden die waakt over de kwaliteit van het zeewater.
Het noorden van Paljassaare is een beschermd natuurgebied. Hier vindt men een grote verscheidenheid aan vegetaties: duinterrein, grasland, kreupelhout, bos en moerasland. Er groeien diverse zeldzame planten en er leven meer dan tweehonderd verschillende soorten vogels. 85 daarvan broeden ook in het gebied. In het kader van Natura 2000 heeft Paljassaare de status van vogelrichtlijngebied.
Ten noorden van de haven, tegen het natuurgebied aan, ligt een populair strand, het Pikakari rand.

## Vervoer
De enige grote weg in de wijk is de Paljassaare tee, die begint aan de grens met de buurwijk Sitsi en uitloopt op het Pikakari rand.
De wijk is door buslijnen verbonden met de wijk Väike-Õismäe en met het Baltische Station. De grens met Sitsi wordt gevormd door de weg Kopli tänav. Over die weg lopen de tramlijnen 1 van Kopli naar Kadriorg en 2 van Kopli naar Ülemiste.